# 藤井寺市立第三中学校
藤井寺市立第三中学校（ふじいでらしりつ だいさんちゅうがっこう）は、大阪府藤井寺市にある公立中学校。

## 概要
保護者の有志による「花つくりの会」と生徒・教職員が協力して花壇やプランターに花を植え替える緑化学習や職業体験学習などに力を入れている。

## 沿革
従来の藤井寺市立藤井寺中学校および藤井寺市立道明寺中学校の校区の一部を分離・再編し、藤井寺市で3番目の公立中学校として1980年に開校した。

### 年表
- 1980年4月1日 - 藤井寺市立第三中学校として創立開校。
- 1980年6月25日 - 創立記念日に制定される。
- 1981年2月10日 - 校歌・讃歌が制定される。
- 2014年4月 - 藤井寺市内での公立中学校完全給食化に伴い、給食が開始される。

## 通学区域
- 藤井寺市 
  - 小山1丁目-9丁目（八尾市太田8丁目に接する小山7丁目の大和川以北の地域を除く[注 1]）
  - 小山藤美町、小山藤の里町、小山新町
  - 北岡1丁目-2丁目
  - 西大井1丁目-2丁目
  - 沢田1丁目-4丁目
  - 古室1丁目-3丁目
  - 道明寺5丁目の一部、6丁目
  - 津堂1丁目-4丁目
  - 恵美坂2丁目
  - 林1丁目-2丁目

## 進学前小学校
- 藤井寺市立藤井寺北小学校の全学区
- 藤井寺市立藤井寺小学校の一部学区（堺大和高田線以北地域）
- 藤井寺市立道明寺小学校の一部学区
- 藤井寺市立道明寺南小学校の一部学区

## 出身者
- 中土居宏宜 - 歌手

## 交通
- 近鉄南大阪線 土師ノ里駅より徒歩約15分（北西へ約1キロメートル）。
- 近鉄南大阪線 藤井寺駅より徒歩約15分（北東へ約1キロメートル）。